# Castelo de Hohbarr

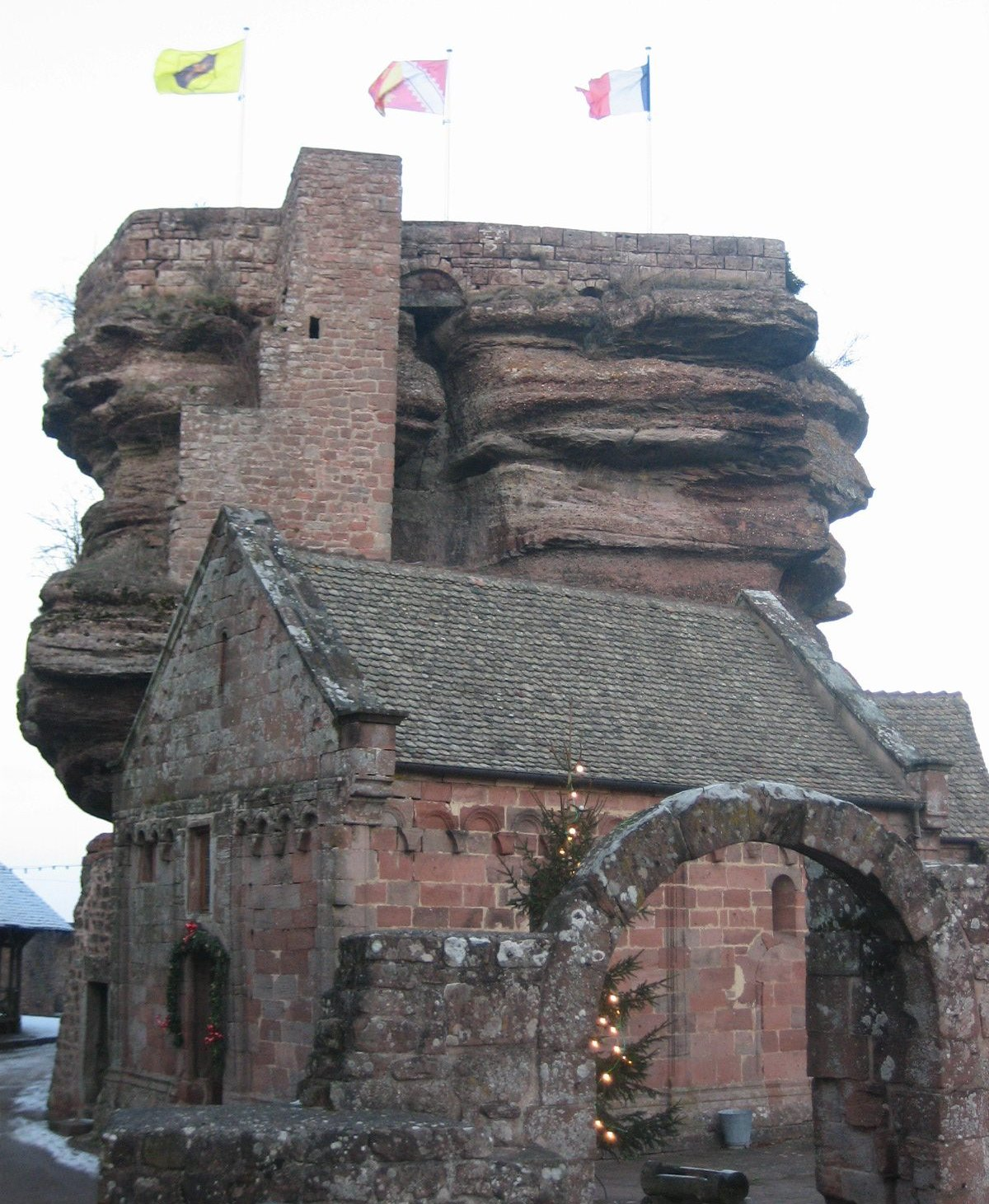
Rocha de Hoch-Barr

O Château de Hohbarr (francês: Haut-Barr ; em alemão:  Burg Hohbarr) é um castelo medieval, construído pela primeira vez em 1100, acima da cidade de Saverne, onde hoje é o departamento francês do Bas-Rhin. Foi construído sobre rocha de arenito 460 m acima do vale de Zorn e da planície da Alsácia. Por isso, foi chamado de olho da Alsácia.

Hohbarr está listado como um monumento histórico pelo Ministério da Cultura da França desde 1874.